# Ilbis Fossae
Ilbis Fossae zijn smalle depressies op de planeet Venus. De Ilbis Fossae werden in 1985 genoemd naar Ilbis, Jakoetische godin van bloedvergieten (Siberië).
De fossae hebben een diameter van 512 kilometer en bevinden zich ten noordoosten van Metis Mons in het quadrangle Metis Mons (V-6).